# Jacqueline Simoneau
Jacqueline Simoneau (Montreal, 29 de septiembre de 1996) es una deportista canadiense que compite en natación sincronizada.
Ganó dos medallas en el Campeonato Mundial de Natación de 2024 y cuatro medallas en los Juegos Panamericanos, en los años 2015 y 2019.

## Palmarés internacional
| Campeonato Mundial   | Campeonato Mundial | Campeonato Mundial | Campeonato Mundial |
| Año                  | Lugar              | Medalla            | Prueba             |
| -------------------- | ------------------ | ------------------ | ------------------ |
| 2024                 | Doha (Catar)       | Medalla de oro     | Solo libre         |
| 2024                 | Doha (Catar)       | Medalla de plata   | Solo técnico       |
| Juegos Panamericanos |                    |                    |                    |
| Año                  | Lugar              | Medalla            | Prueba             |
| 2015                 | Toronto (Canadá)   | Medalla de oro     | Dúo                |
| 2015                 | Toronto (Canadá)   | Medalla de oro     | Equipo             |
| 2019                 | Lima (Perú)        | Medalla de oro     | Dúo                |
| 2019                 | Lima (Perú)        | Medalla de oro     | Equipo             |